# Горный щит (Военно-исторический клуб)
Клуб «Горный щит» — тематическое гражданское объединение, основной целью которого является изучение военной истории России и других стран.
Функционирует с 1988 года в Екатеринбурге (ранее Свердловск).

## История
Клуб был основан историком (ныне профессор, доктор исторических наук) В. Н. Земцовым. Увлекавшийся военной историей В. Н. Земцов с 1985 г. искал соратников в Свердловске. 17 сентября 1988 года в газете «Вечерний Свердловск» было опубликовано объявление, в котором любители военной истории приглашались на встречу с целью создания «клуба любителей военной истории». Первая встреча (заседание) военно-исторического клуба «Горный щит» состоялась 24 сентября 1988 года. Среди пришедших на встречу были представители разных профессий (историк, юрист, работник милиции, студент).

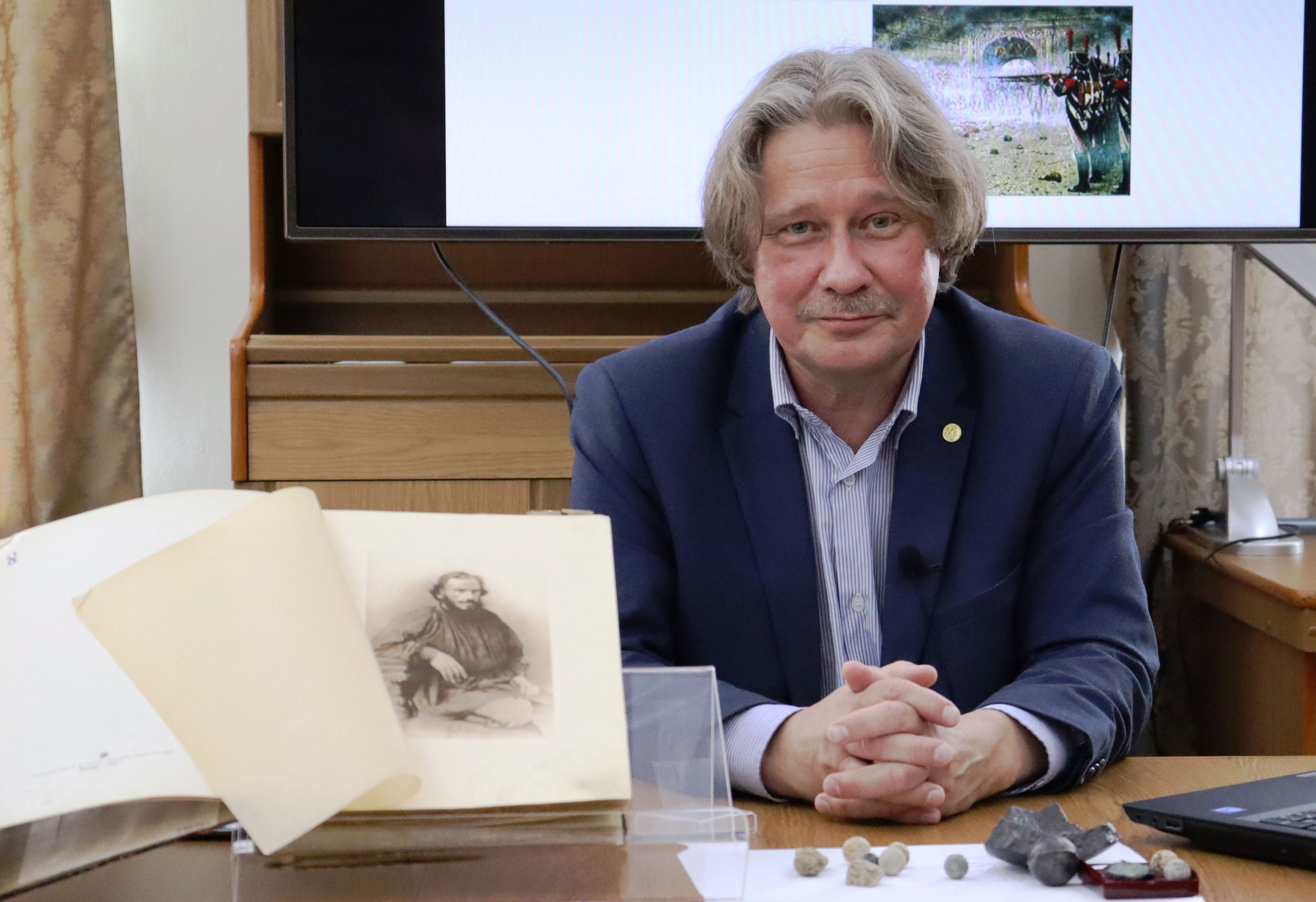
В. Н. Земцов

Название клуба «Горный щит» было выбрано не случайно. Именно такое название носила крепостица, расположенная к югу от Екатеринбурга, в которой размещалась драгунская рота (ныне на месте крепости находится село Горный Щит в составе муниципального образования «Город Екатеринбург»).
Постепенно число увлекающихся военной историей увеличивалось, менялись и формы её изучения. Так, в клубе возникла поисковая секция и направление военно-исторической реконструкции. С конца 1980-х годов члены Военно-исторического клуба «Горный щит» принимают активное участие в поисковых и археологических экспедициях, а также являются постоянными участниками военно-исторических реконструкций различных эпох и периодов.
В настоящее время членами клуба являются более ста человек, география проживания которых обширна. Собрания клуба проводятся каждую первую и третью субботу месяца в г. Екатеринбург.

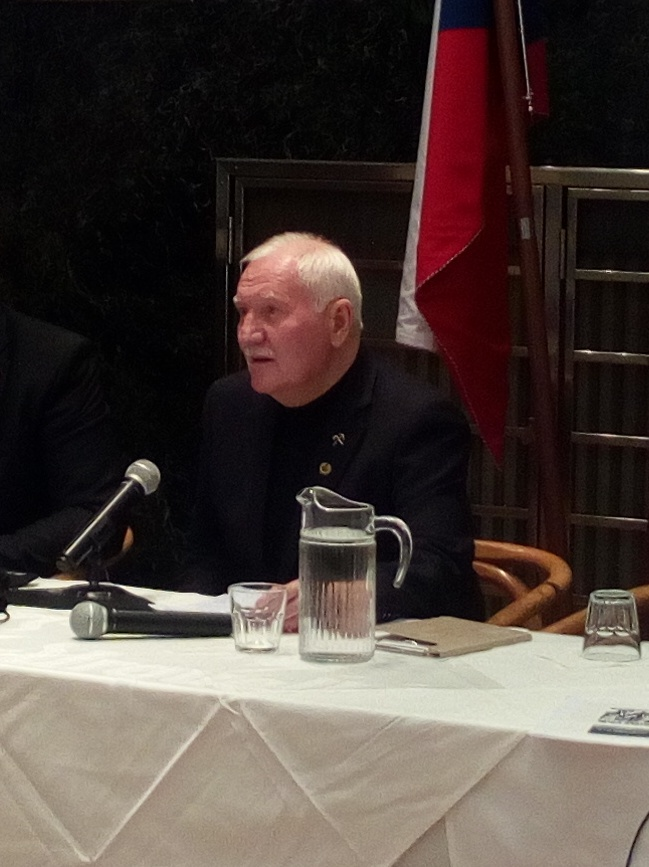
А. М. Кручинин во время выступления в Праге

## Научная работа
Члены военно-исторического клуба «Горный щит» постоянно публикуют свои исследования в отечественных и зарубежных изданиях различного уровня. За 35-летнюю историю существования клуба его членами было опубликовано более двух тысяч работ. Точная статистика за весь период отсутствует, однако можно сказать что за  2021 г. выпущено более сорока научных статей и монографий, в 2022 г. — более тридцати. Среди работ необходимо отметить исследования В. Н. Земцова, являющегося признанным специалистом по истории наполеоновских войн, а также публикации А. М. Кручинина — известного исследователя Первой мировой и Гражданской войн. Члены клуба являются постоянными участниками международных и общероссийских конференций, посвящённых различным вопросам отечественной и зарубежной истории.В настоящее время участниками сообщества  активно разрабатываются вопросы, связанные с Гражданской войной на Урале, Первой мировой войной,  периодом наполеоновских войн и другими эпохами. За 34 года в рамках заседания клуба  «Горный щит» проведено 670 заседаний, на которых было заслушано 464 научных сообщения на различные военно-исторические темы. Сегодня время активными членами клуба являются три доктора и два кандидата наук.

## Военно-реконструкторская деятельность
С конца 1980-х члены клубы занимаются военно-исторической реконструкцией. В 1991-1992 годах в составе клуба была создана униформированная группа, реконструировавшая Екатеринбургский пехотный полк периода наполеоновских войн. В 1992 г. члены клуба впервые приняли участие в военно-исторической реконструкции на Бородинском поле, после чего стали постоянными участниками данного мероприятия. В 1996 г. екатеринбуржы участвовали в мероприятиях, посвященных 300-летию российского флота в Гатчине и Санкт-Петербурге, в 2000 г. — в Гданьске (Польша).
С конца 1990-х в клубе появились направления реконструкции Первой мировой и Гражданской войн, ставшие со временем основными. В 1990-е, 2000-е, 2010-е и 2020-е годы члены клуба принимали участие в десятках военно-исторических фестивалей по всей стране и за ее пределами.
В начале 2000-х годы клубом был создан военно-исторический трек «Таватуйский поход». Коммеморативный двухдневный поход проходит по историческим местам (маршрут обходной колонны полковника С. Н. Войцеховского) и привлекает десятки военно-исторических реконструкторов из других регионов. «Таватуйский поход» направлен на сохранение памяти о Гражданской войне на Урале. Событиям Гражданской войны на Урале также посвящен военно-исторический фестиваль «Ирбитский завод. Год 1918», проводящийся членами клуба с 2010 года. 
В 2010-х годы развитие получило направление реконструкции Второй мировой войны. Так, появились униформированные группы, реконструирующие материальную культуру Красной армии и армии Финляндии. В 2012 г. членом клуба А. А. Порубенко была изготовлена ходовая полномасштабная копия немецкого танка Pz.IV Ausf. F.2, которая использовалась во время проведения военно-исторических мероприятий. С 2011 г. «"Горным щитом", совместно с клубом «Солдатскими дорогами», в Екатеринбурге был организован первый военно-исторический фестиваль на Урале, посвященный событиям Великой Отечественной войны. Мероприятие переросло в постоянное и проводилось на протяжении нескольких лет. Члены клуба «Горный щит» также являлись авторами и активными организаторами фестиваля «Покровский рубеж», посвященного различным событиям российской истории. С 2010 года «Горный щит» также активно сотрудничает с военно-историческим клубом «Штандарт» из Шадринска.
В настоящее время члены клуба осваивают новое направление — эпоху правления Петра I. Сегодня «в строю» Лейб-гвардии Преображенского полка стоят 8 екатеринбуржцев.

## Поисковая работа и военная археология
Важным направлением клубной деятельности явилось поисковое. Клубная поисковая группа, организатором которой выступил член клуба, архитектор и дизайнер, автор памятника Екатеринбургскому пехотному полку в Екатеринбурге А. А. Новиков, в 25 экспедициях проведенных в волховских лесах и синявинских болотах: в старых окопах, траншеях, землянках и воронках обнаружила останки 250 бойцов и командиров РККА, которые были с честью перезахоронены.
С помощью французского историка-любителя Пьера Малиновского в 2017 году члены клуба провели раскопки в районе Реймса, на месте боев 5-го Особого пехотного полка, а в 2019 году в Смоленске были найдены останки наполеоновского генерала Шарля-Этьена Гюдена. Поиск по эпохе Гражданской войны на Урале привел к более глубокому изучению истории войны и благодаря находкам большого количества артефактов позволил установить с высокой точностью места прошлых боев.
Наибольший общественный резонанс имела деятельность клуба связанная с поисками останков семьи Романовых в окрестностях Екатеринбурга. Находка 29.07.2007 г. членами клуба и поисковиками Л. Г. Вохмяковым и С. О. Плотниковым останков детей императора Николая II цесаревича Алексея и великой княжны Марии оставила значительный след в мировой науке.
Дальнейшие раскопки производимые под руководством известного археолога и члена клуба С. Н. Погорелова привели к обнаружению дополнительных доказательств нахождения останков Царской семьи именно на Старой Коптяковской дороге в районе Поросенкова Лога. Группа клубных поисковиков в течение многих лет ведет поиски останков великого князя Михаила Александровича в районе Перми.

## Общественная и музейно-мемориальная деятельность
Члены военно-исторического клуба принимают активное участие в просветительской и общественной деятельности. Так, постоянными являются мероприятия, связанные с посещением учебных заведений разных уровней (школ, училищ, вузов) с целью рассказа о страницах отечественной и мировой истории. Чины клуба являются постоянными лекторами культурно-исторических площадок, направленных на популяризацию истории. В 1990-х — 2000-х годах участники клуба привлекались для съемок в ряде документальных и художественных фильмов, а также выступали в роли исторических консультантов.
Военно-исторический клуб Горный щит явился инициатором установки ряда памятников, направленных на увековечивание памяти уральцев-участников различных войн. Так, в 2005 году  силами членов клуба в центре г. Екатеринбург был открыт памятник 37-му Екатеринбургскому пехотному полку, обновлен и заменен ряд памятников на местах захоронений участников Первой мировой войны, отмечены памятными знаками места сражений Гражданской войны, а также открыт ряд мемориальных досок на исторических зданиях. Члены клуба также внесли свой вклад в развитие музейного дела. Так, в 2013-2022 годах чины клуба принимали участие  в развитии экспозиции Музейного комплекса УГМК, председатель клуба А. В. Емельянов является генеральным директором Свердловского областного краеведческого музея им. О.Е. Клера.